# Thelcticopis hercules
Thelcticopis hercules är en spindelart som beskrevs av Pocock 1901. Thelcticopis hercules ingår i släktet Thelcticopis och familjen jättekrabbspindlar.
Artens utbredningsområde är Sri Lanka. Inga underarter finns listade i Catalogue of Life.